# جيل روس
جيل روس (بالإنجليزية: Jill Ross-Giffen) (و. 1958  م) هي متسابقة سباعي، ورياضي خماسي، ولاعبة قفز طويل كندية، ولدت في لندن، شاركت في الألعاب الأولمبية الصيفية 1984، ودورة الألعاب الأمريكية 1979، ودورة ألعاب الكومنولث 1982، ودورة ألعاب الكومنولث 1978، و1981 Pacific Conference Games ‏.

## روابط خارجية
- جيل روس على موقع الاتحاد الدولي لألعاب القوى (الإنجليزية)
- جيل روس على موقع أوليمبيديا (الإنجليزية)
- جيل روس على موقع اتحاد ألعاب الكومنولث (مؤرشف) (الإنجليزية)